# Spletni strežnik
Spletni strežnik (angleško web server) je računalniški sistem, ki obdeluje zahteve preko HTTP, osnovnega omrežnega protokola, ki se uporablja za razširjanje informacij na svetovnem spletu. Izraz se lahko nanaša na celoten sistem ali posebej na programsko opremo, ki sprejema in nadzira zahteve HTTP.
Primarna funkcija spletnega strežnika je shranjevanje, obdelava in pošiljanje spletnih strani odjemalcem. Komunikacija med odjemalcem in strežnikom poteka s protokolom prenosa za hipertekst (HTTP). Predložene strani so najpogosteje dokumenti HTML, ki poleg besedilne vsebine vključujejo tudi slike, slogovne liste in skripte.
Uporabniški agent (najbolj pogosto je to spletni brskalnik) sproži komunikacijo tako, da pošlje HTTP zahtevo za določen vir in strežnik se odzove z vsebino tega vira ali pa sporočilom o napaki (če to ne uspe - 404). Vir je ponavadi resnična datoteka na sekundarnem pomnilniku strežnika, vendar to ni nujno in je odvisno od tega, kako se spletni strežnik izvaja.
Medtem ko je primarna funkcija namenjena vsebinam, celotno izvajanje HTTP-ja vključuje tudi načine za prejemanje vsebine od strank. Ta funkcija se uporablja za pošiljanje spletnih obrazcev, vključno z nalaganjem datotek.
Mnogi generični spletni strežniki podpirajo tudi strežniške skripte z uporabo Active Server Pages (ASP), PHP ali drugih skriptnih jezikov. To pomeni, da se lahko vedenje spletnega strežnika skriptira v ločenih datotekah, medtem ko dejanska strežniška programska oprema ostane nespremenjena. Običajno se ta funkcija uporablja za dinamično generiranje dokumentov HTML (»on-the-fly«), v nasprotju z vračanjem statičnih dokumentov. Prvi se uporablja predvsem za pridobivanje ali spreminjanje podatkov iz podatkovnih baz. Slednje je navadno veliko hitrejše in lažje shranjeno, vendar ne more zagotoviti dinamičnih vsebin.